# John Watkins Brett

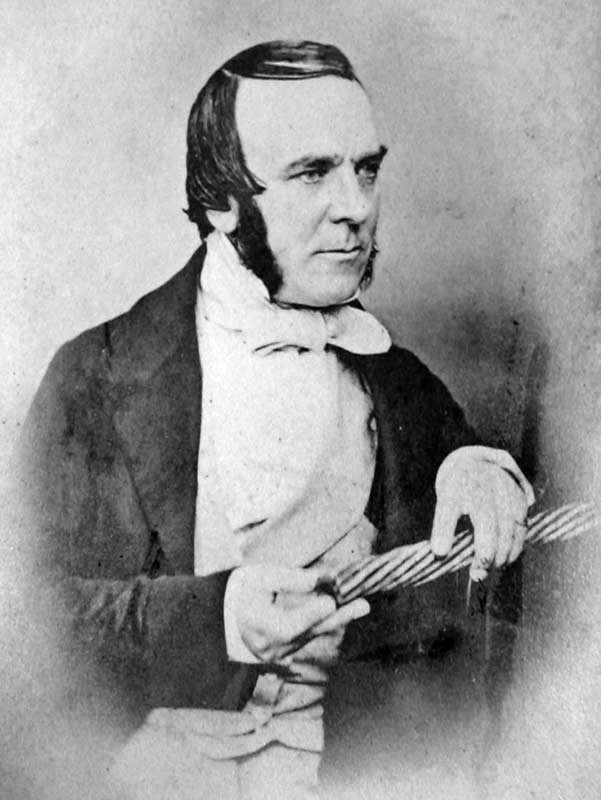
John Watkins Brett

John Watkins Brett (* 10. Juni 1805 in Bristol; † 3. Dezember 1863 in London) war ein britischer Telegrafeningenieur. Er verlegte das erste funktionstüchtige Telegrafenkabel durch den Ärmelkanal und schuf so die Telegrafenlinie Dover–Calais.
Brett hatte im Jahr 1849 zusammen mit seinem Bruder Jacob Brett die English Channel Submarine Telegraph Company („Ärmelkanal-Untersee-Telegrafengesellschaft“) gegründet. Im Jahr 1850 machten sie den ersten Versuch, eine Telegrafenverbindung zwischen Cap Gris-Nez und Dover herzustellen. Dieses Unternehmen scheiterte jedoch an der noch mangelhaften Isolierung und der fehlenden Armierung des Kabels. Ein Jahr später gelang das Experiment jedoch. Diesmal hatte Brett mit vier Kupferadern gearbeitet, die mit Guttapercha isoliert und durch teerimprägniertes Hanfgarn sowie galvanisierte Eisendrähte geschützt waren. 1854 schufen die Brüder Brett eine Telegrafenverbindung zwischen dem französischen Festland und Korsika und Sardinien. Sie gründeten nun die Mediterranean Extension Telegraph Company und versuchten, ein weiteres Unterseekabel von Italien nach Algerien zu verlegen. Dies misslang jedoch zunächst. Erst die 1857 verwendete Kabelbremshilfe, die das Ausrauschen des Kabels in zu großer Tiefe verhindern konnte, machte diese Verlegung möglich. 1858 begannen die ersten transatlantischen Kabelverlegungen. Auch hier war John Watkins Brett beteiligt.
Neben seinen technischen Errungenschaften machten auch seine Kunstsammlungen Brett bekannt.